# Rajd Tulipanów 1953

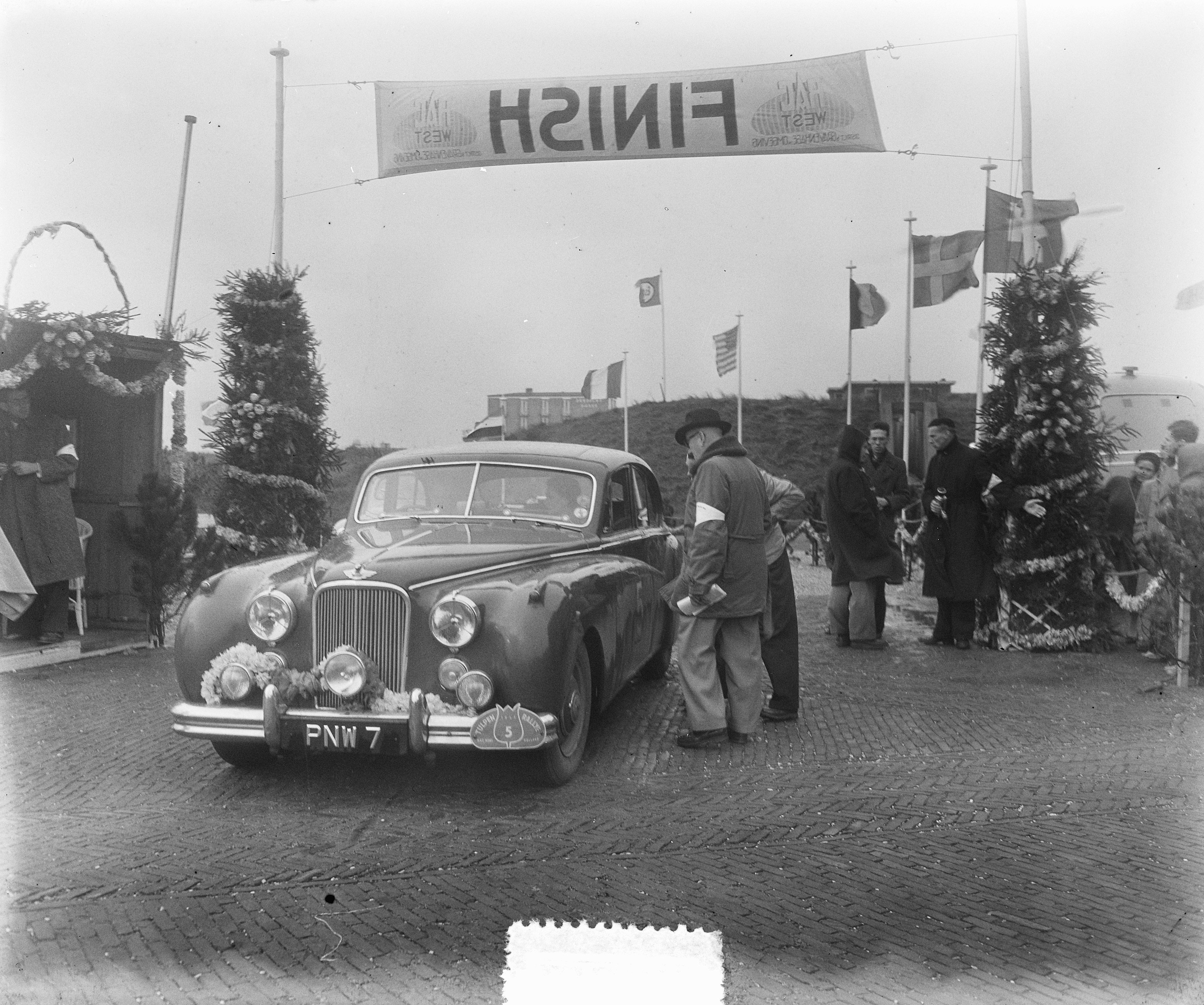
Ian Appleyard i Patricia Appleyard jadący samochodem	Jaguar MK7 3.4 podczas Rajdu Tulipanów 1953 zajęli piąte miejsce

Rajd Tulipanów 1953 (5. Internationale Tulpenrallye) – 5. edycja rajdu samochodowego Rajd Tulipanów rozgrywanego w Holandii. Rozgrywany był od 25 do 30 kwietnia 1953 roku. Była to czwarta runda Rajdowych Mistrzostw Europy w roku 1953.

## Klasyfikacja rajdu
| Miejsce                      | Kierowca                     | Pilot                        | Samochód                     | Czas                         | Strata                       |                              |
| Klasyfikacja generalna i ERC | Klasyfikacja generalna i ERC | Klasyfikacja generalna i ERC | Klasyfikacja generalna i ERC | Klasyfikacja generalna i ERC | Klasyfikacja generalna i ERC | Klasyfikacja generalna i ERC |
| ---------------------------- | ---------------------------- | ---------------------------- | ---------------------------- | ---------------------------- | ---------------------------- | ---------------------------- |
| 1.                           | Hugo van Zuylen van Nijvelt  | Frans Eschauzier             | Jowett Javelin               |                              | 0.0                          |                              |
| 2.                           | John William Edward Banks    | Michael Porter               | Bristol 401                  |                              |                              |                              |
| 3.                           | Michel Grosgogeat            | Pierre Biagini               | Panhard Dyna X86             |                              |                              |                              |
| 4.                           | Petrus Jetten                | Louis van Noordwijk jr.      | Vauxhall Velox               |                              |                              |                              |
| 5.                           | Ian Appleyard                | Patricia Appleyard           | Jaguar MK7 3.4               |                              |                              |                              |
| 6.                           | Mario Damonte                | Luisa Calligaro              | Fiat 1100                    |                              |                              |                              |
| 7.                           | Theo Koks                    | Kim de Jong                  | Volkswagen                   |                              |                              |                              |
| 8.                           | J. Scheffer                  | G. J. Willing                | Jowett Javelin               |                              |                              |                              |
| 9.                           | Martin Carstedt              | Gulli Carstedt               | Simca 9 Aronde               |                              |                              |                              |
| 10.                          | Godfrey Imhof                | Stuart Ross                  | Allard J2X                   |                              |                              |                              |